# Rondeletia laurifolia
Rondeletia laurifolia är en måreväxtart som beskrevs av Olof Swartz. Rondeletia laurifolia ingår i släktet Rondeletia och familjen måreväxter. Inga underarter finns listade i Catalogue of Life.